# ان‌جی‌سی ۳۱۶
ان‌جی‌سی ۳۱۶ (انگلیسی: NGC 316) ستاره‌ای است که در صورت فلکی ماهی قرار دارد. این ستاره در ۲۹ نوامبر ۱۸۵۰ توسط بیندون استونی کشف شد.

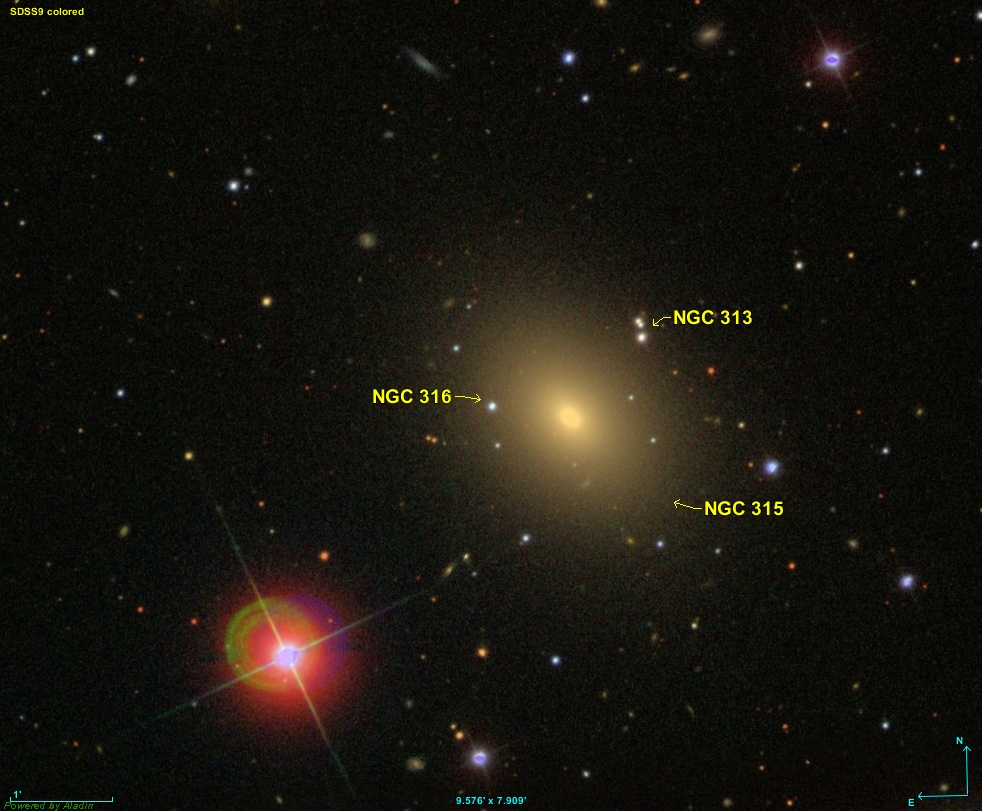
NGC 316